# Cataulacus resinosus
Cataulacus resinosus är en myrart som beskrevs av Hugo Viehmeyer 1913. Cataulacus resinosus ingår i släktet Cataulacus och familjen myror. Inga underarter finns listade.